# 乌兰推饶木
乌兰推饶木是一个位于中国内蒙古自治区锡林郭勒盟的时令湖，面积约为4.3平方千米，属于蒙新高原区。它的一级流域为内流区诸河，二级流域为内蒙古内流区。